# Europeiska inomhusmästerskapen i friidrott
Europeiska inomhusmästerskapen i friidrott är en mästerskapstävling i friidrott som anordnas under norra halvklotets vintersäsong. Åren 1966 till 1969 hette tävlingarna Europeiska inomhusspelen i friidrott, vilka fått Europamästerskapsstatus i efterhand. Tävlingarna blev Europamästerskap 1970.
Fram till och med 1990 anordnades tävlingarna varje år och därefter vart annat år. Sedan 2005 arrangeras mästerskapen på udda årtal för att undvika kollision med inomhusvärldsmästerskapen i friidrott, som arrangeras jämna år.
| År   | Arrangörsort  | Arrangörsland   | Kommentar    |
| ---- | ------------- | --------------- | ------------ |
| 1966 | Dortmund      | Västtyskland    | Inofficiella |
| 1967 | Prag          | Tjeckoslovakien | Inofficiella |
| 1968 | Madrid        | Spanien         | Inofficiella |
| 1969 | Belgrad       | Jugoslavien     | Inofficiella |
| 1970 | Wien          | Österrike       |              |
| 1971 | Sofia         | Bulgarien       |              |
| 1972 | Grenoble      | Frankrike       |              |
| 1973 | Rotterdam     | Nederländerna   |              |
| 1974 | Göteborg      | Sverige         |              |
| 1975 | Katowice      | Polen           |              |
| 1976 | München       | Västtyskland    |              |
| 1977 | San Sebastián | Spanien         |              |
| 1978 | Milano        | Italien         |              |
| 1979 | Wien          | Österrike       |              |
| 1980 | Sindelfingen  | Västtyskland    |              |
| 1981 | Grenoble      | Frankrike       |              |
| 1982 | Milano        | Italien         |              |
| 1983 | Budapest      | Ungern          |              |
| 1984 | Göteborg      | Sverige         |              |
| 1985 | Pireus        | Grekland        |              |
| 1986 | Madrid        | Spanien         |              |
| 1987 | Liévin        | Frankrike       |              |
| 1988 | Budapest      | Ungern          |              |
| 1989 | Haag          | Nederländerna   |              |
| 1990 | Glasgow       | Storbritannien  |              |
| 1992 | Genua         | Italien         | Vartannat år |
| 1994 | Paris         | Frankrike       |              |
| 1996 | Stockholm     | Sverige         |              |
| 1998 | Valencia      | Spanien         |              |
| 2000 | Gent          | Belgien         |              |
| 2002 | Wien          | Österrike       |              |
| 2005 | Madrid        | Spanien         |              |
| 2007 | Birmingham    | Storbritannien  |              |
| 2009 | Turin         | Italien         |              |
| 2011 | Paris         | Frankrike       |              |
| 2013 | Göteborg      | Sverige         |              |
| 2015 | Prag          | Tjeckien        |              |
| 2017 | Belgrad       | Serbien         |              |
| 2019 | Glasgow       | Storbritannien  |              |
| 2021 | Toruń         | Polen           |              |
| 2023 | Istanbul      | Turkiet         |              |
| 2025 | Apeldoorn     | Nederländerna   |              |

### Fotnoter
1. ↑  ”European Indoor Championships (Men)” (på engelska). GBR Athletics. http://www.gbrathletics.com/ic/ei.htm. Läst 4 augusti 2015.
2. ↑  ”European Indoor Championships (Women)” (på engelska). GBR Athletics. http://www.gbrathletics.com/ic/eiw.htm. Läst 4 augusti 2015.